# Melantkowce
Melantkowce (Melanthiales R. Dahlgre ex Reveal 1992) – rząd roślin jednoliściennych obecny w niektórych systemach klasyfikacyjnych. W najnowszych opracowaniach (system APG II i system APG III) takson ten nie jest wyróżniany. Zaliczane tu rodziny reprezentują starsze linie rozwojowe w obrębie liliowców (Liliales) oraz żabieńcowców (Alismatales) tworząc w ujęciach wszystkich wymienionych systemów takson parafiletyczny.

## Systematyka
Pozycja rodziny w systemie Reveala (1993–1999)
Gromada okrytonasienne Magnoliophyta Cronquist, podgromada Magnoliophytina Frohne & U. Jensen ex Reveal, klasa jednoliścienne Liliopsida Brongn., podklasa Liliidae J.H. Schaffn., nadrząd  Lilianae Takht., rząd melantkowce Melanthiales.
Podział rzędu w systemie Reveala (1993–1999)
- Campynemataceae Dumort. pub. Anal. Fam. Pl.: 57, 58. 1829.
- Chionographidaceae (Nakai) Takht. pub. Bot. Zhurn. (Moscow & Leningrad) 81(2): 85. Mai-Jun 1996.
- Heloniadaceae J. Agardh pub. Theoria Syst. Pl.: 4. Apr-Sep 1858.
- Japonoliriaceae Takht. pub. Bot. Zhurn. (Moscow & Leningrad) 81(2): 85. Mai-Jun 1996.
- Melanthiaceae Batsch pub. Tab. Affin. Regni Veg.: 133. 2 Mai 1802 – melantkowate
- Xerophyllaceae Takht. pub. Bot. Zhurn. (Moscow & Leningrad) 81(2): 86. Mai-Jun 1996.

Podział w systemie Dahlgrena
- Melanthiaceae – melantkowate
- Campynemataceae

Podział w systemie Takhtajana (1997)
- Tofieldiaceae – kosatkowate
- Melanthiaceae – melantkowate
- Japonoliriaceae
- Xerophyllaceae
- Nartheciaceae
- Heloniadaceae
- Chionographidaceae